# Telelaser (rete televisiva)

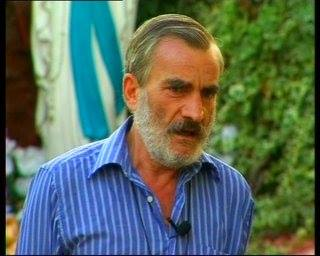
Il fondatore dell'emittente Franco Cappelli

Emittente di Salerno inizia le sue trasmissioni via cavo nel dicembre 1970 per iniziativa di Franco Cappelli un impiegato dell’Inps, il suo primo palinsesto consisteva in un videogiornale, cartoni animati, gli incontri di calcio della Salernitana, film e film. Con il 1976 si converte all’etere. Sul primo numero di MILLECANALI è censita fra le “catv” una TeleLaser, responsabile Giuseppe Morrone, sede in via G.V.Quaranta 3 a Salerno, Morrone è un socio della Laser srl detentrice di Telelaser.. Negli anni successivi mentre la tv continua ad operare convertendosi all’etere, nascono Radio Laser e il giornale Laser.  Nel 1994, dopo molti intoppi burocratici, Tele Laser ottiene dal Ministero delle Telecomunicazioni la concessione per operare, la radio invece cessa di esistere, il giornale LASER continua invece ad uscire ma due o tre volte l’anno.
Attualmente l’emittente è visibile sul canale 91 del digitale terrestre.
Dal 2023, Tele laser, è un'emittente basata sulle notizie.
Come programmi dell'emittente c'è la rubrica "Salotto granata" e le repliche delle "Divagazioni laseriane".
PROGRAMMI:
-Laser sport
-Laser giovani
-Gioca Laser
-Divagazioni laseriane
-Laser news
-Salotto granata show
-Parliamo di...